# ناهما، میشیگان
ناهما (به انگلیسی: Nahma Township) یک منطقهٔ مسکونی در ایالات متحده آمریکا است که در شهرستان دلتا، میشیگان واقع شده‌است.
 ناهما ۴۸۹٫۲ کیلومتر مربع مساحت و ۴۹۵ نفر جمعیت دارد و ۲۰۵ متر بالاتر از سطح دریا واقع شده‌است.